# My First First Love
My First First Love (hangeul : 첫사랑은 처음이라서 ; RR : Cheossarangeun Cheoeumiraseo, littéralement « Parce que c’est mon premier amour ») est une série télévisée sud-coréenne de seize épisodes en 47-56 minutes diffusée depuis le 18 avril 2019 sur la plateforme télévisée Netflix. La deuxième saison est sortie le 26 juillet 2019.

## Synopsis
Le drama repose principalement sur le thème du premier amour.
Yun Tae-oh est un étudiant qui laisse ses trois amis emménager chez lui à contre-cœur. Un est en décrochage scolaire, un autre fuit sa famille...ils doivent alors apprendre à vivre à quatre. Il va s'ensuivre des histoires d'amitié, mais aussi des premiers amours et triangles amoureux entre les adolescents.

## Distribution

### Acteurs principaux
- Ji Soo (VF : Julien Lucas) : Yoon Tae-oh
- Jung Chae-yeon (VF : Margaux Maillet) : Han Song-yi
- Jung Jin-young (VF : Adrien Larmande) : Seo Do-hyun
- Choi Ri (VF : Léopoldine Serre) : Oh Ga-rin
- Kang Tae-oh (VF : Guillaume Beaujolais) : Choi Hoon

### Acteurs secondaires
- Hong Ji-yoon (VF : Laëtitia Godès) : Ryu Se-hyun
- Yoon Da-hoon (VF : Marc Perez) : Yoon Jeong Gil, le père de Tae-oh
- Park Soo young (VF : Christophe Seugnet) : le père de Do-hyun
- Jung Si-ah : la belle-mère de Tae-oh
- Yoon Bok-in : la mère de Song-yi
- Jeon Soo-kyung : la mère de Ga-rin
- Jo Seung-yeon (VF : François Raison) : Choi Seok hwan, le père de Hoon
- Oh Young shil (VF : Laurence Dourlens) : la mère de Hoon
- Park Yoo rim (VF : Elsa Bougerie) : Choi Min-ah, l'amie de Song-yi
- Lee Ju-Eun : l'amie de Song-yi

 Source et légende : version française (VF) sur RS Doublage et carton de doublage français.

## Production
Le tournage a commencé en septembre 2018 et s'est terminé en janvier 2019. 